# Cabo Canaveral
Cabo Canaveral (originalmente em castelhano, Cabo Cañaveral, ou seja, Cabo Canavial) é uma faixa de terra do condado de Brevard, na parte costeira oriental do estado da Flórida, nos Estados Unidos. Faz parte de uma região conhecida como Space Coast (Costa Espacial), pois, lá, se situam o Centro Espacial Kennedy (Kennedy Space Center) e uma Base da Força Aérea (Cape Canaveral Air Force Station). A maioria das naves espaciais dos Estados Unidos rumo ao espaço são lançadas dessa região. A região do leste, denominada de ilha Merritt, é separada do continente pelo rio Banana (em inglês).

## História
Já no século XVI, o Cabo Canaveral foi incluído nos mapas náuticos. A região se tornou um ponto comum de naufrágios de muitos marinheiros. Foi nomeado pelo historiador Juan Ponce de León como Cabo de Correntes. Henrietta Carr afirmou, no seu livro, que o corsário inglês Master John Hawkins e seu jornalista John Sparke descreveram seu desembarque no Cabo Canaveral, em 1500. Robert Ranson, em seu livro "Memórias da  Costa Leste", escreve sobre um missionário presbiteriano que viveu entre os índios. Outros contam histórias sobre o colonizador francês de Fort Caroline, Jean Ribault, cujo navio, o "Trinite", naufragou nas margens do Cabo Canaveral: das partes do navio, uma fortificação foi construída. Devido aos perigos para a navegação, o primeiro farol foi concluído em 1843.
O primeiro foguete lançado no cabo foi denominado de Bumper 8. Foi lançado da base de lançamento 3 (Launch Pad 3) em 24 de julho de 1950. Em 6 de fevereiro de 1959, foi feito, com sucesso, o primeiro lançamento do míssil balístico intercontinental Titan.
Cabo Canaveral foi escolhido como local para o lançamento de foguetes a fim de se situar mais próximo possível do equador e, desta forma, conseguir lançar um foguete com a menor energia possível, aproveitando ao movimento de rotação da Terra.  Desta forma, os foguetes sempre são lançados para o leste sobre o oceano, distante de centros populacionais.
Vários lançamentos-testes foram realizados entre 1949 e 1957. Lançamentos de destaque incluem o lançamento do primeiro satélite artificial americano em 1958, o primeiro voo espacial com um tripulante a bordo em 1961, e o primeiro voo espacial levando astronautas à Lua, na famosa missão Apollo 11, em 1969.
Do ano de 1963 até o ano de 1973, o cabo foi denominado de Cabo Kennedy, pois o presidente norte-americano John F. Kennedy era um entusiasta do programa espacial dos Estados Unidos. Quando do seu assassinato no ano de 1963, sua esposa Jacqueline Kennedy solicitou, ao então presidente Lyndon Johnson, que renomeasse as instalações aeroespaciais a fim de que se tornasse um memorial a John Kennedy. Mas Lyndon Johnson preferiu renomear todo o cabo e não apenas a parte das instalações espaciais, passando então o Cabo Canaveral ser denominado de Cabo Kennedy.
Embora a alteração do nome fosse aprovado pelo Departamento de Geografia dos Estados Unidos, esta nova denominação não se popularizou. Uma lei do estado da Flórida de 1973, restaurou o nome do cabo para a sua antiga denominação, que já durava 400 anos.
O centro espacial permanece com o nome Kennedy. Cabo Canaveral é o nome da região que vai da Base Aérea situada ao norte, passando pelo Centro Espacial até a região do antigo farol do século XIX situado ao sul, que também pertence à Base Aérea.